# Harudowie
Harudowie (stgr. Χαροῦδες, łac. Harudes, ang. Charudes) – lud pochodzenia  germańskiego z odłamu północnomorskiego (niem. Nordseegermanen, Ingaevones), zamieszkujący Półwysep Jutlandzki i sąsiadujący z Cymbrami. 
Po raz pierwszy wspomniani byli przez Juliusza Cezara w 58 roku p.n.e., w jego dziele Komentarze do wojny galijskiej. W sojuszu ze Swebami pod wodzą Ariowista Harudowie reprezentowani byli przez 24 000 wojowników i taką siłą przekroczyli Ren. Brali udział w inwazji na Galię, a Ariowist zażądał dla nich jednej trzeciej Galii.

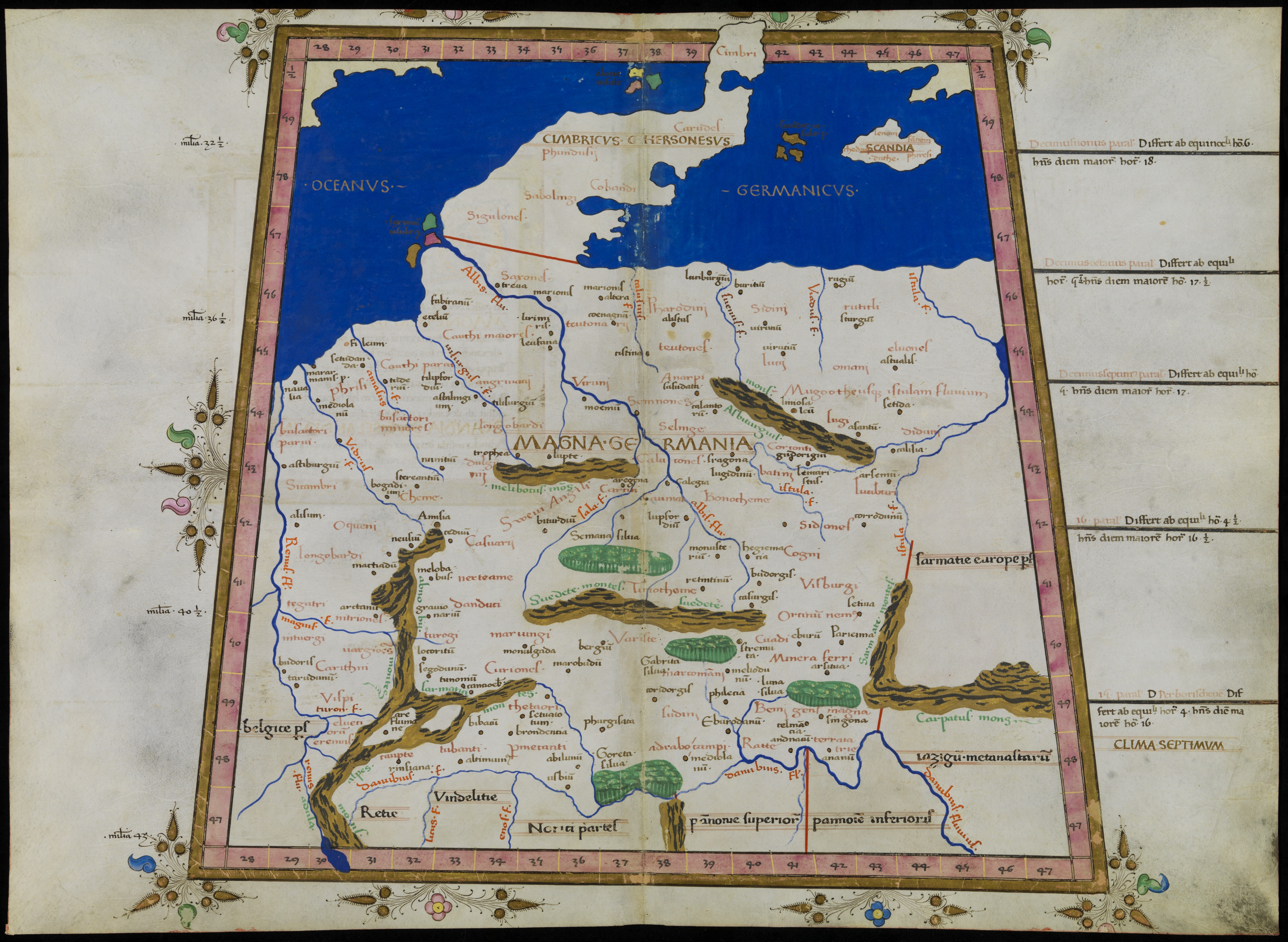
Półwysep Cymbryjski i Harudowie (Carudes) na mapie Magna Germania Nicolausa Germanusa. Fragment zakupionej przez Kanclerza Jana Zamoyskiego Cosmografii sprzed 1467.

Harudowie wspominani są w autobiografii pierwszego cesarza rzymskiego Oktawiana Augusta  pt. Czyny boskiego Augusta, gdy opisuje on rejs swojej floty w 5 roku n.e. z ujścia Renu do kraju Cymbrów. Oktawian August miał wówczas ogłosić ludy germańskie zamieszkujące Półwysep Cymbryjski, w tym Cymbrów i Harudów, swoimi przyjaciółmi i przyjacielami Rzymu. Stosowny fragment w tłumaczeniu Jerzego Strzelczyka brzmi: 
"Moja flota popłynęła od ujścia Renu przez Ocean w kierunku na wschód aż do granic Cymbrów, dokąd przedtem nie dotarł żaden Rzymianin ani na lądzie, ani na morzu. Cymbrowie, Harudowie, Semnonowie i inne ludy germańskie wysłały poselstwa, prosząc o przyjaźń moją i narodu rzymskiego".
W Geografii Klaudiusza Ptolemeusza (ok. 90–168 n.e.) Harudowie wymieniani są jako plemię żyjące po wschodniej stronie Półwyspu Cymbryjskiego (na terenach obecnej Danii). 
W późniejszych źródłach na terenach zajmowanych przez Harudów notowani są Jutowie oraz Anglowie. Szwedzki filolog Adolf Noreen (1854-1925) uważał, że Hardsyssel, dawna nazwa Zachodniej Jutlandii, pochodzi od nazwy plemienia Harudów (co może wskazywać na jego migrację ze wschodu na zachód półwyspu) i że niektórzy członkowie tego plemienia wyemigrowali z Jutlandii do Norwegii przed 500 rokiem n.e., by osiedlić się - jako plemię Hǫrðar - na terenach wokół Hardanger i Bergen, w gminie Hordaland. W literaturze pojawiają się przypuszczenia, że pozostali w Jutlandii Harudowie mogli zostać wchłonięci przez plemiona Jutów i Anglów, w szczególności wskazując, że opisana przez Saxo Gramatyka w Gesta Danorum śmierć Amletha, pretendującego do rządów w Jutlandii, w sporze z legendarnym królem duńskim Wiglekiem, jest śladem kampanii Anglów przeciwko Harudom.
Inna z hipotez głosi, że plemię Hǫrðar osiadłe w Norwegii jest tożsame z plemieniem Arochi, które wspomniane jest przez Jordanesa w Getice. O ile praca Jordanesa sięga do VI wieku n.e., to może odnosić się do czasów wcześniejszych. Wedle tej hipotezy nazwa plemienia została przez Jordanesa przekręcona ("th" zostało zapisane jako "ch" i pominięto początkowe "h"). Porównanie prac Jordanesa i Ptolemeusza (którego prace Jordanes znał) prowadzi badaczy do pytań o kierunek migracji plemion germańskich (w tym Harudów). Opierając się na Jordanesie - migracja taka nastąpiła z północy Skandynawii na południe kontynentu europejskiego przez Półwysep Jutlandzki. Wedle tej hipotezy Harudowie odnotowani przez Ptolomeusza w Jutlandii znacznie wcześniej przybyli tam z północy, z bardziej antycznego Hordaland. 
XVII-wieczny niemiecki historyk i kartograf Gabriel Bucelin opisując okolice szwajcarskiego Jeziora Konstanckiego (dziś: Badeńskiego) wymienił (pośród antycznych miast leżących na zachodnim brzegu tego jeziora) również Harudopolis. Analizując granice Słowiańszczyzny i komentując prace Jordanesa (który wskazywał jezioro względnie błoto Musianus jako jeden z punktów granicznych Słowiańszczyzny) Wilhelm Bogusławski odniósł się do tekstu Bucelina wskazując, że jezioro Musianus to w istocie Jezioro Konstanckie, a owo Harudopolis było pozostałością po wzmiankowanych przez Cezara Harudach. Bogusławski objaśniał etymologię nazwy tego miasta jako Harudów-miasto. Z pracy Johanna Friedricha Spetha wiadomo zaś, że Harudopolis to pierwotna nazwa grodu, który przeistoczył się z czasem w miasto Konstancja. Byłby to ślad udziału Harudów w inwazji plemion germańskich na Galię. 